# Secamone urdanetensis
Secamone urdanetensis är en oleanderväxtart som beskrevs av Adolph Daniel Edward Elmer och Ying Tsiang. Secamone urdanetensis ingår i släktet Secamone och familjen oleanderväxter. Inga underarter finns listade i Catalogue of Life.